# Panorpodes decorata
Panorpodes decorata är en näbbsländeart som beskrevs av Maclachlan 1887. Panorpodes decorata ingår i släktet Panorpodes och familjen Panorpodidae. Inga underarter finns listade i Catalogue of Life.